# Calypogeia lunata
Calypogeia lunata là một loài rêu trong họ Calypogeiaceae. Loài này được Mitt. mô tả khoa học đầu tiên năm 1861.